# Tobias Arlt
Tobias Arlt, född 2 juni 1987 i Berchtesgaden, är en tysk idrottare som deltar i rodel. Han deltar vanligen i herrarnas dubbel tillsammans med Tobias Wendl.
Arlt har vunnit två guldmedaljer vid de olympiska vinterspelen 2014 i Sotji. Han vann dessutom vid olika världsmästerskap 8 guldmedaljer och 2 silvermedaljer. I världscupen i rodel vann han sedan 2010 tillsammans med Tobias Wendl flera tävlingsserier.